# Mouvement Al-Sabireen
 (juin 2025).
Le contenu est difficilement compréhensible vu les erreurs de traduction, qui sont peut-être dues à l'utilisation d'un logiciel de traduction automatique.
Le Mouvement Al-Sabireen (arabe : حركة الصابرين نصراً لفلسطين - حِصن , Ḥarakah aṣ-Ṣābirīn Naṣran li-Filasṭīn - Ḥiṣn ), ou le Hezbollah palestinien est un groupe militant de Palestiniens. Le groupe a été formé au début de 2014 après que certains dirigeants du Jihad islamique palestinien (JIP) se sont convertis à l'Islam chiite et sont devenus mécontents de la direction du JIP et de leur position, ainsi que de la position du Hamas concernant la guerre civile yéménite et la guerre civile syrienne, où il a soutenu l'intervention dirigée par les Saoudiens et les groupes antigouvernementaux syriens, respectivement.

## Histoire
Inspiré par les travaux de Fathi Shaqaqi sur la révolution islamique en 1979, la première forme du groupe remonte à 2010 en tant que mouvement réformiste à Gaza appelant à une révolution inspirée par la révolution iranienne . Alors que le Hamas a soutenu la rébellion syrienne, le mouvement Sabireen a salué l'implication de l'Iran ainsi que celle du Hezbollah, le groupe a adressé ses condoléances aux combattants du Hezbollah tués en Syrie ainsi que par les frappes aériennes israéliennes contre le Hezbollah, et a appelé les habitants du camp de Yarmouk à lutter contre la présence de l'EIIL dans la banlieue. Le groupe a également condamné l' intervention menée par l'Arabie saoudite au Yémen Salim l'appelant "une attaque contre le peuple yéménite".
Après avoir quitté le Jihad islamique palestinien et s'être converti à l'islam chiite, Salim a appelé ses partisans à faire de même et à se convertir et a également encouragé les partisans déjà devenus chiites à faire du prosélytisme dans la Bande de Gaza. Selon le Département d'État, en septembre 2015, le groupe a tiré des roquettes sur le territoire israélien, et en janvier 2016, Salim a annoncé que le groupe s'était étendu en Cisjordanie en y établissant des cellules, le mois suivant en réponse à l'annonce par l'Autorité palestinienne de l'arrestation de cinq hommes en Bethléem dans le cadre d'une cellule appartenant au groupe.
En 2015, le Hamas a appelé à la dissolution du groupe, le Hamas affirmant que «l'implication de Sabireen était contre le peuple de Gaza». Le Hamas a également interrogé des individus affiliés au mouvement Sabireen.
Au début de 2018, l'administration Trump a désigné le groupe comme une organisation terroriste mondiale spécialement désignée en vertu d'un décret exécutif. Un groupe de réflexion basé à Washington DC appelé The Washington Institute for Near East Policy a affirmé que la formation du groupe pourrait être une tentative de l'Iran de remplacer le Hamas comme mandataire par Sabireen étant donné la position du Hamas sur la Syrie et la division religieuse entre les deux.
En 2019, le Hamas a arrêté plus de 70 membres de Sabireen et confisqué leurs armes, mettant ainsi fin à l'existence de l'organisation. Le raisonnement derrière une telle décision était que le Hamas voulait maintenir la paix avec Israël, tandis que le mouvement Sabireen refusait toute tentative de réconciliation.
En 2021, le Tehran Times a «allégué » que Hisham Salim avait obtenu l'asile en Iran, tandis que des membres ordinaires du groupe ont rejoint les Brigades Al-Quds et/ou le Harakat Hezbollah al-Nujaba irakien qui gère des œuvres caritatives dans la bande de Gaza.

## Idéologie
Lors de sa création, le mouvement ne s'est pas présenté comme un mouvement chiite. Son secrétaire général dit qu'il ne représente pas une certaine secte, soulignant que le sectarisme ne sert que les meilleurs intérêts des ennemis. Il nie également que le mouvement ne soit composé que de chiites et n'accepte pas les membres sunnites.
En janvier 2016, Hisham Salim, fondateur du Harakat al-Sabireen, a déclaré à l' agence de presse palestinienne Ma'an que le groupe, comme le Hezbollah, est directement financé par le gouvernement iranien, mais a souligné que son groupe était non sectaire, non religieux et certainement pas un "mouvement chiite".